# Jamińska Przełęcz
Jamińska Przełęcz (słow. Priehyba nad Jamou, ok. 2315 m n.p.m.) – szeroka przełęcz znajdująca się w tzw. Sławkowskiej Grani w słowackich Tatrach Wysokich. Oddziela ona blok szczytowy Sławkowskiego Szczytu od masywu Sławkowskiej Kopy (dokładnie od Skrajnej Sławkowskiej Kopy). Na siodło tej przełęczy nie prowadzą żadne znakowane szlaki turystyczne. Dla taterników stanowi ona dogodny dostęp do obiektów w Sławkowskiej Grani, a także łatwe przejście między Doliną Staroleśną a Sławkowską.
Nazwa Jamińskiej Przełęczy pochodzi od położonej poniżej niej Jaminy – kotła pod północnymi ścianami Sławkowskiego Szczytu i Sławkowskiej Kopy.

## Historia
Pierwsze wejścia turystyczne:
- Alfred Martin, 1 czerwca 1905 r. – letnie,
- Władysław Krygowski, 13 marca 1928 r. – zimowe.